# 헬싱키 근해

근해(핀란드어: Aluemeri 알루에메리[*], 스웨덴어: Territorialhavet)는 핀란드의 수도 헬싱키의 가장 남쪽에 있는 동이다.

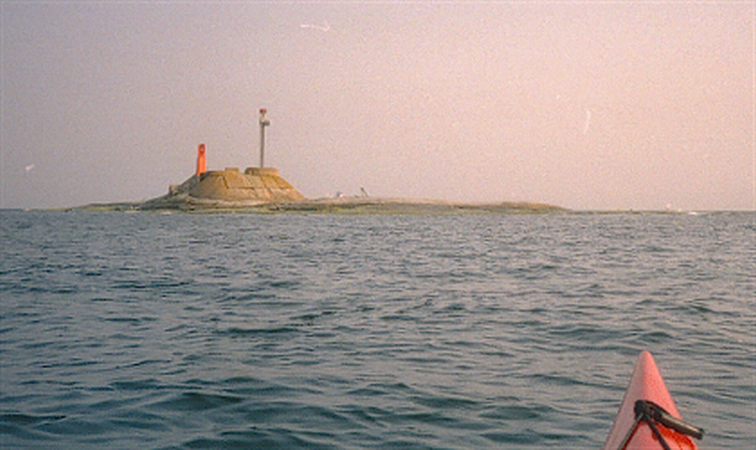

말 그대로 헬싱키 앞바다로, 먼 바다로 나가면 발트해로 통한다. 상주 인구는 0명이다. 1959년 세워진 헬싱키 등대가 있다. 헬싱키 근해는 1995년 12 해리(22 킬로미터)로 확장되었다.